# Redmine
Redmine est une application web libre de gestion de projets, développée en Ruby sur la base du framework Ruby on Rails.

## Historique
La première version de l'application web Redmine, développée en Ruby sur la base du framework Ruby on Rails par le développeur Jean-Philippe Lang, sort en 2006. Le logiciel de gestion de projets multi-plateforme, qui fonctionne aussi comme un logiciel de gestion des services d'assistance,, est alors accessible au public, sous licence open source,,. Depuis sa sortie, au milieu des années 2000, le projet est maintenu par une communauté de développeurs bénévoles,. Dans les années 2010, le logiciel libre Redmine compte parmi les outils open source les plus populaires, à côté d'OpenProject et ProjectLibre, et se hisse au niveau des solutions propriétaires telles que Microsoft Project et Jira, propriété de l'éditeur australien Atlassian,.
Le logiciel est intégré, depuis mai 2020, à la liste des logiciels libres préconisés par l’État français dans le cadre de la modernisation globale de ses systèmes d’informations (SI).

## Principales fonctionnalités
Redmine inclut les fonctionnalités suivantes,, :
- gestion multi-projets ;
- gestion fine des droits utilisateurs définis par des rôles ;
- gestion de groupes d'utilisateurs ;
- rapports de bogues (bugs), demandes d'évolutions ;
- personnalisation avancées des demandes (champs, flux, droits personnalisables) ;
- wiki multi-projets ;
- forums multi-projets ;
- news et tickets accessibles par RSS / ATOM ;
- notifications par courriel (mail) ;
- gestion de feuilles de route, Diagrammes de Gantt, calendrier ;
- saisie du temps passé ;
- historique ;
- intégration avec divers suivis de versions : SVN, CVS, Mercurial, Git, Bazaar et Darcs ;
- identification possible via LDAP, OpenID et  CAS  (à travers un plugin pour ce dernier) ;
- multilingue (34 langues disponibles pour la 2.6.0) ;
- support de plusieurs bases de données : MySQL, MariaDB, PostgreSQL, SQLite ou SQL Server.

## Syntaxe de balisage
Redmine utilise la syntaxe Textile pour ses pages de wiki et de nombreux autres emplacements où l'utilisateur peut entrer du texte :
- descriptif de bogue ou de demande, ainsi que les commentaires associés ;
- forums ;
- nouvelles ;
- description accompagnant un fichier lié à un projet.

## Concurrents
- GitLab CE (sous licence MIT)
- FusionForge (sous licence GNU GPL)
- Trac (logiciel)
- TaskJuggler
- OpenProj
- Tuleap (sous licence GNU GPL)
- Mantis
- ChiliProject, un fork maintenu de 2011 à 2014